# Samos
Samos (greacă Σάμος) este o insulă în Grecia, în Marea Egee, în Prefectura Samos ce aparține de Arhipelagul insulelor Sporade.

## Descriere
Are o suprafață de 468 km², are 43 km lungime și 17 km lățime, iar cel mai înalt vârf are o înălțime de 1.433 m. Are o populație de aproximativ 42.000 locuitori, reprezentând 80% din populația prefecturii. Este separată de coasta Anatoliei de o strâmtoare de 1,5 km lărgime. Este una dintre cele mai fertile insule din  Marea Egee.
Pitagoreionul și Heraionul de pe insula Samos au fost înscrise în anul 1992 pe lista patrimoniului cultural mondial UNESCO.
Între anii 1853 și 1859, Ion Ghica a fost guvernator (bei) al insulei, aflate sub dominație otomană la vremea respectivă.
Titlul i-a fost acordat ca răsplată pentru eradicarea pirateriei din Marea Egee.

## Tunelul lui Eupalinos
Este un apeduct subteran de 1.036 m lungime, o realizare excepțională de inginerie minieră a acelor timpuri (secolul al VI-lea î.e.n.) a arhitectului Eupalinos din Megara. A fost săpat simultan în contrasens, întrepătrunderea reușind perfect. După terminarea tunelului, a fost săpat în talpă un canal cu pantă constantă, care a asigurat  scurgerea neîntreruptă a apei potabile spre orașul Samos. Tunelul este vizitabil și azi pentru turiști.

## Istorie
Potrivit tradiției, istoria samiană începe cu regele Ankaios, plantantor de vie și conducător al Lelegienilor, însurat cu fata Râului Meandru. Arheologia indică primele locuințe în zona Heraionului, c. 2500 îHr . Înspre sec. 9 îHr singurele așezări sînt actualul Pythagoreio având situl Heraionului ca dependință. Heraionul este un punct de referință în arhitectura greacă a epocii.
Între orașele ioniene, Samos are în apropiere Miletul și Efesul, pe coasta Asiei mici. Dincolo de strâmtoarea Mykale (aproximativ 1500m) se găsește muntele omonim și vechea cetate Priene, cu care Samos a fost uneori în conflinct în privința controlului unor bucăți de pământ continental, așa-numita peraia. Panionion, un templu închinat lui Poseidon Helikonios și având vocație de centralizator religios și politic între cetățile ioniene, era situat în aceeași regiune continentală la poalele muntelui Mykale a fost subiectul unor dispute similare.
Regimurile monarhice au dispărut în majoritatea orașelor grecești pe la 700. Un rege samian, Amphicrates este probabil printre ultimii regi înainte de apariția regimului oligarhic al geomorilor. Geomoroi însemnând 'proprietari ce împart pământ', același termen este folosit pentru oligarhie în Syracusa. Acest Amphicrates participă la războiul Lelantin (ca 710-650 îHr) de partea cetății Chalkis, alături de aliații săi Corint, Sparta, Erythrae și Thessalia, împotriva alianței alcătuite în jurul Eretriei compuse din Megara, Chios, Mesenia, Argos și Milet. O înfruntare între Aigina și Samos s-a soldat cu pierderi grele de ambele părți. Victoria nu este clar de partea cui s-a situat însă din istoria ulterioară este vizibil că Samos s-a orientat mai mult înspre bazinul estic al Mediteranei în defavoarea vestului. Herodot face referințe la o dușmănie cronică între Aigina și Samos. Cum știm de asemenea că Samos a fost sistematic rival al Miletului, cetate ioniană foarte apropiată geografic.
Samos avea câteva colonii în Cilicia, printre care „Sarpedon, Anemurium, și, între ele, Celenderis și Nagidos”, probabil pe rutele de comerț înspre Levant (Fenicia).
Un anumit Colaios de Samos spre anul 600 îHr, a făcut avere și suficient renume pentru a fi menționat de Herodot printr-o călătorie până la coloanele lui Herakle (Gibraltar), la un punct de comerț numit Tartessos, probabil în Andaluzia de azi.

## Galerie de imagini

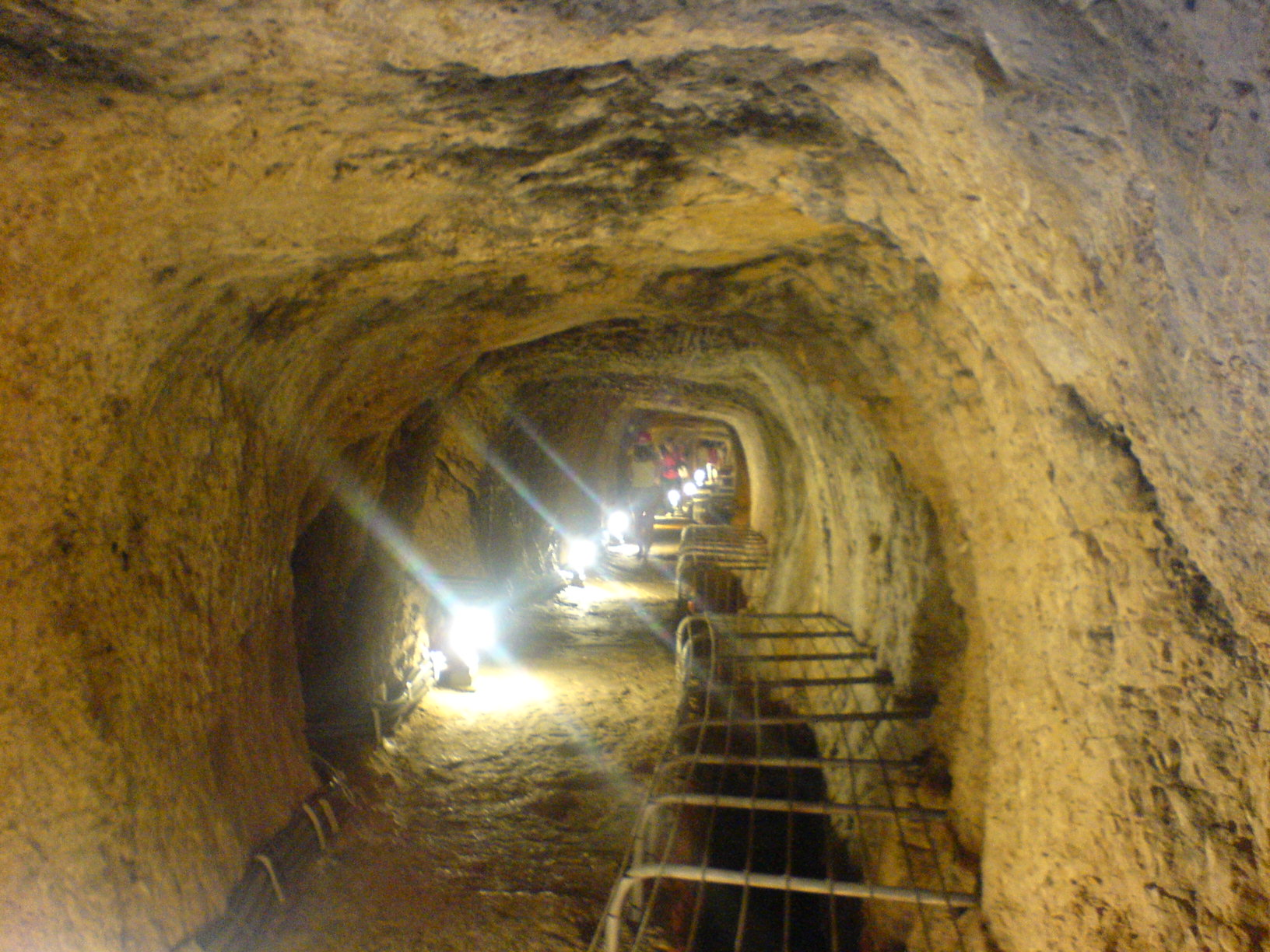
Samos - Tunelul lui Eupalinos
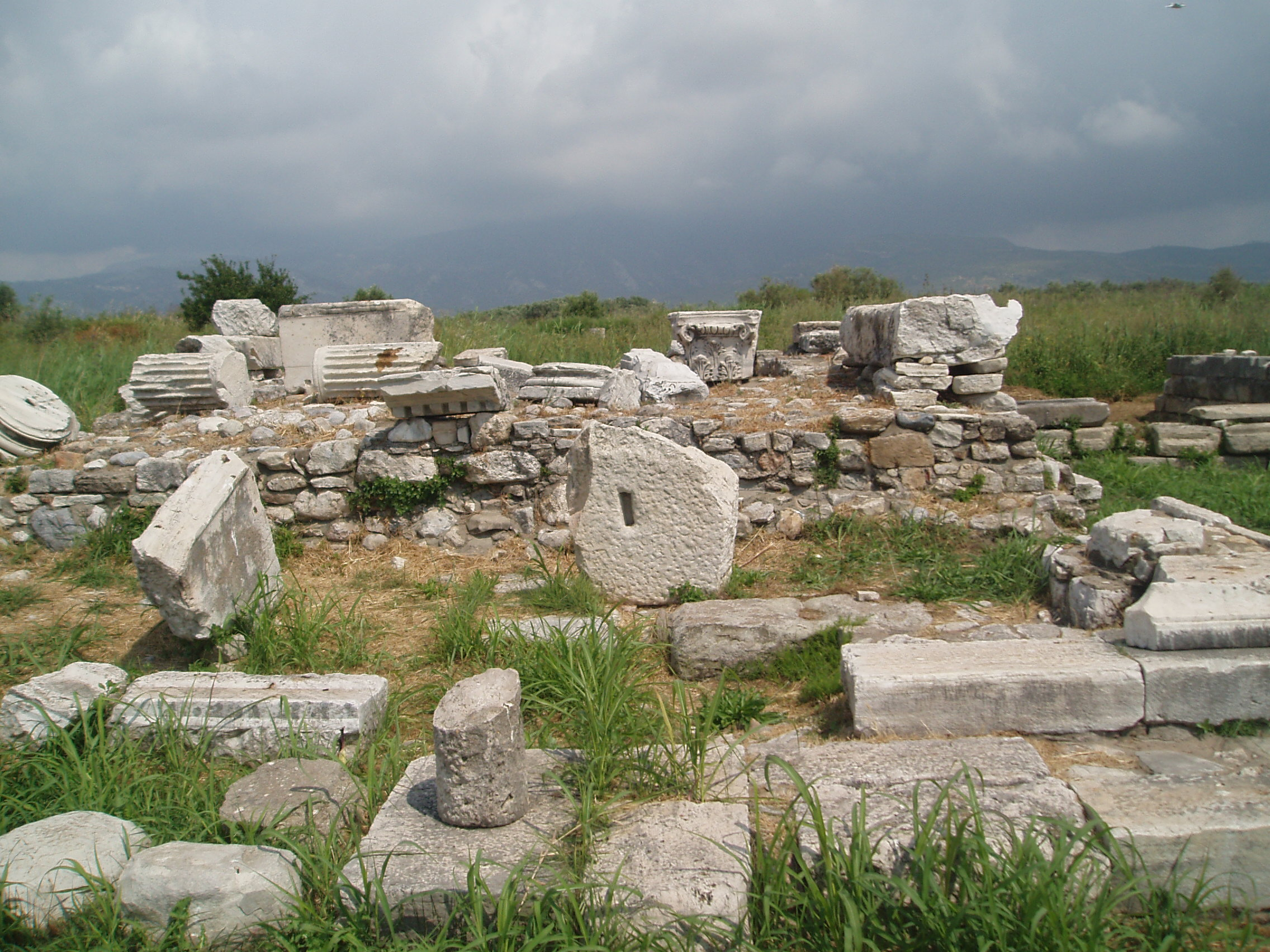
Samos - Heraion
Samos - Muntele Kerkis